# إميل أبيرج
إميل أبيرج (بالسويدية: Emil Åberg)‏ هو لاعب كرة قدم سويدي، ولد في 5 مايو 1992 في السويد. شارك مع منتخب السويد تحت 17 سنة لكرة القدم. أما مع النوادي، فقد لعب مع نادي هلسينغبورغ.

## وصلات خارجية
- إميل أبيرج على موقع اتحاد السويد (السويدية)
- إميل أبيرج على موقع قاعدة بيانات كرة القدم.إي يو (الإنجليزية)
- إميل أبيرج على موقع Soccerway.com (الإنجليزية)